# Cochlearia groenlandica
Cochlearia groenlandica és una espècie de brassicàcia distribuïda a l'àrtic i més enllà (fins a Califòrnia) incloent Groenlàndia, com indica el seu epítet específic i Svalbard.
És una herbàcia biennal o perenne. Presenta diverses tiges des de la base, rarament simple, erecta o decumbent. Pecíol de 0,2 a 10 cm de llargada. Flors: amb sèpals ovats o oblongs, 1-2(-3) × 0,5-1,5 mm; pètals oblanceolats aespatulats, 2-4(-5) × (0,5-)0,8-2(-3) mm; filaments 1-2(-2,5) mm; anteres 0,2-0,3 mm. Fruits d'ovoides a el·lipsoides o obovoides, 3-6 (-7) × 2-4(-5) mm. Llavors brunes, ovoides a subgloboses, 1-1,5 × 0,8-1,3 mm, papil·lades. 2n = 14.
Floreix de juny a agost. Viu en diversos hàbitats incloent les torberes i la tundra
Està relacionada amb Cochlearia officinalis.
Les espècies d'Amèrica del Nord Tsón extremadament variables en la mida de les flors i forma de pètals i fruit.